# Саксония-Гота
Саксония-Гота (на немски: Sachsen-Gotha) е херцогство в Свещената Римска империя, част от съвременната провинция Тюрингия в Централна Германия.

## История
Първоначално херцогството е създадено през 1553 година, като е отделено от Саксония, но през 1572 година на свой ред е разделено на Саксония-Кобург и Саксония-Айзенах. Възстановено е през 1640 година върху част от територията на Саксония-Ваймар, като херцог става Ернст I, който през 1672 година наследява чрез жена си Елизабет Софи и херцогството Саксония-Алтенбург. След неговата смърт през 1675 двете херцогства преминават към най-големия му син Фридрих.
През 1680 година Саксония-Гота е разделена на няколко части. Фридрих получава територия, включваща столицата Гота, която е присъединена към новообразуваното херцогство Саксония-Гота-Алтенбург. Създадени са и още 6 княжества: Саксония-Кобург, Саксония-Майнинген, Саксония-Рьомхилд, Саксония-Айзенберг, Саксония-Хилдбургхаузен и Саксония-Заалфелд.